# Liste der kanadischen Senatoren aus Saskatchewan
Die Liste der Senatoren Kanadas aus Saskatchewan zeigt alle ehemaligen und aktuellen Mitglieder des kanadischen Senats aus der Provinz Saskatchewan. Die Provinz wird durch sechs Senatoren vertreten.
Mit der revidierten Fassung des British North America Act von 1915 wurde die Möglichkeit geschaffen, pro senatorische Region zwei zusätzliche Senatoren zu ernennen. Saskatchewan gehört zur Region Westkanada, die auch Alberta, British Columbia und Manitoba umfasst.

## Amtierende Senatoren
|  | Name           | Partei           | Division     | Ernennung am  | Vorschlag von | Zwingender Rücktritt |
|  | -------------- | ---------------- | ------------ | ------------- | ------------- | -------------------- |
|  | Denise Batters | Konservative     | Saskatchewan | 25. Jan. 2013 | Harper        | 18. Juni 2045        |
|  | Brent Cotter   | Unabhängig (ISG) | Saskatchewan | 30. Jan. 2020 | J. Trudeau    | 18. Dez. 2024        |
|  | Marty Klyne    | Unabhängig (ISG) | Saskatchewan | 24. Sep. 2018 | J. Trudeau    | 6. März 2032         |
|  | Pamela Wallin  | Unabhängig (CSG) | Saskatchewan | 2. Jan. 2009  | Harper        | 10. Apr. 2028        |

## Ehemalige Senatoren
|  | Name                        | Partei                  | Division                                               | Ernennung am  | Vorschlag von | Mandatsende   |
|  | --------------------------- | ----------------------- | ------------------------------------------------------ | ------------- | ------------- | ------------- |
|  | Raynell Andreychuk          | Konservative            | Saskatchewan                                           | 11. März 1993 | Mulroney      | 14. Aug. 2019 |
|  | Hazen Argue                 | Liberale                | Regina                                                 | 24. Feb. 1966 | Pearson       | 10. Nov. 2002 |
|  | Walter Aseltine             | Progressiv-Konservative | Rosetown                                               | 30. Dez. 1933 | Bennett       | 31. März 1971 |
|  | James Balfour               | Progressiv-Konservative | Regina                                                 | 13. Sep. 1979 | Clark         | 12. Dez. 1999 |
|  | Efstathios Barootes         | Progressiv-Konservative | Regina-Qu’Appelle                                      | 21. Dez. 1984 | Mulroney      | 25. Mai 1993  |
|  | William Boucher             | Liberale                | Prince Albert                                          | 3. Jan. 1957  | Saint-Laurent | 26. März 1976 |
|  | Sidney Buckwold             | Liberale                | Saskatoon                                              | 4. Nov. 1971  | P. Trudeau    | 3. März 1991  |
|  | James Alexander Calder      | Progressiv-Konservative | Moose Jaw                                              | 9. Sep. 1921  | Meighen       | 20. Juli 1956 |
|  | Thomas Osborne Davis        | Liberale                | Nordwest-Territorien (bis 1905) Saskatchewan (ab 1905) | 30. Sep. 1904 | Laurier       | 23. Jan. 1917 |
|  | James Moffat Douglas        | Unabhängig              | Tantallon                                              | 8. März 1906  | Laurier       | 19. Aug. 1920 |
|  | Lillian Dyck                | Unabhängig (PSG)        | Saskatchewan                                           | 24. März 2005 | Martin        | 23. Aug. 2020 |
|  | Archibald Gillis            | Konservative            | Saskatchewan                                           | 17. Okt. 1921 | Meighen       | 18. Jan. 1940 |
|  | Leonard Gustafson           | Konservative            | Saskatchewan                                           | 26. Mai 1993  | Mulroney      | 10. Nov. 2008 |
|  | John Hnatyshyn              | Progressiv-Konservative | Saskatoon                                              | 15. Jan. 1959 | Diefenbaker   | 2. Mai 1967   |
|  | Ralph Horner                | Progressiv-Konservative | Saskatchewan North                                     | 30. Dez. 1933 | Bennett       | 14. Dez. 1964 |
|  | John Frederick Johnston     | Liberale                | Central Saskatchewan                                   | 10. Nov. 1943 | King          | 9. Mai 1948   |
|  | Henry Laird                 | Konservative            | Regina                                                 | 1. Jan. 1917  | Borden        | 9. Sep. 1940  |
|  | Arthur Macotte              | Progressiv-Konservative | Ponteix                                                | 7. Juli 1931  | Bennett       | 18. Aug. 1958 |
|  | Alexander Hamilton McDonald | Liberale                | Moosimin                                               | 13. Aug. 1965 | Pearson       | 3. März 1980  |
|  | Pana Merchant               | Liberale                | Saskatchewan                                           | 12. Dez. 2002 | Chrétien      | 31. März 2017 |
|  | Arthur Pearson              | Progressiv-Konservative | Lumsden                                                | 12. Okt. 1957 | Diefenbaker   | 31. März 1971 |
|  | William Dell Perley         | Konservative            | Nordwest-Territorien (1905) Saskatchewan (ab 1905)     | 3. Dez. 1888  | Macdonald     | 15. Juli 1909 |
|  | Robert W. Peterson          | Liberale                | Saskatchewan                                           | 24. März 2005 | Martin        | 19. Okt. 2012 |
|  | Joseph Benjamin Prince      | Liberale                | Saskatchewan                                           | 29. Juli 1909 | Laurier       | 26. Nov. 1920 |
|  | James Hamilton Ross         | Liberale                | Nordwest-Territorien (bis 1905) Saskatchewan (ab 1905) | 30. Sep. 1904 | Laurier       | 14. Dez. 1932 |
|  | Herbert Sparrow             | Liberale                | Saskatchewan                                           | 9. Feb. 1968  | Pearson       | 1. Jan. 2005  |
|  | David Steuart               | Liberale                | Prince Albert-Duck Lake                                | 9. Dez. 1976  | P. Trudeau    | 1. Jan. 1991  |
|  | John Stevenson              | Liberale                | Prince Albert                                          | 29. Jan. 1940 | King          | 9. Sep. 1956  |
|  | David Tkachuk               | Konservative            | Saskatchewan                                           | 8. Juni 1993  | Mulroney      | 18. Feb. 2020 |
|  | John Gillanders Turriff     | Liberale                | Assiniboia                                             | 9. Sep. 1918  | Borden        | 10. Nov. 1930 |
|  | Jack Wiebe                  | Liberale                | Saskatchewan                                           | 7. Apr. 2000  | Chrétien      | 31. Jan. 2004 |
|  | Wellington Willoughby       | Konservative            | Moose Jaw                                              | 10. Okt. 1917 | Borden        | 8. März 1932  |
|  | Thomas Harold Wood          | Liberale                | Regina                                                 | 25. Jan. 1949 | Saint-Laurent | 26. Nov. 1956 |

## Regionale Senatoren der westlichen Provinzen
Die nachfolgenden Senatoren wurden gemäß Artikel 26 der Verfassung zu zusätzlichen Vertretern der westlichen Provinzen ernannt. Diese Regelung kam bisher nur einmal zur Anwendung.
|  | Name          | Partei                  | Division           | Ernennung am  | Vorschlag von | Mandatsende   |
|  | ------------- | ----------------------- | ------------------ | ------------- | ------------- | ------------- |
|  | Eric Berntson | Progressiv-Konservative | Saskatchewan       | 27. Sep. 1990 | Mulroney      | 27. Feb. 2001 |
|  | Janis Johnson | Konservative            | Winnipeg-Interlake | 27. Sep. 1990 | Mulroney      | 27. Sep. 2016 |